# Сельское поселение «Деревня Бордуково»
Се́льское поселе́ние «Деревня Бордуково» — муниципальное образование в Сухиничском районе Калужской области Российской Федерации.
Административный центр — деревня Бордуково.

## История
Статус и границы сельского поселения установлены Законом Калужской области от 1 ноября 2004 года № 369-ОЗ «Об установлении границ муниципальных образований, расположенных на территории административно-территориальных единиц "Думиничский район", "Кировский район", "Медынский район", "Перемышльский район", "Сухиничский район", "Тарусский район", "Юхновский район", и наделении их статусом городского поселения, сельского поселения, муниципального района».

## Население
| 2010 | 2012 | 2013 | 2014 | 2015 | 2016 | 2017 |
| ---- | ---- | ---- | ---- | ---- | ---- | ---- |
| 422  | ↘414 | ↘394 | ↗396 | ↗403 | ↗408 | ↗420 |
| 2018 | 2019 | 2020 | 2021 |      |      |      |
| ↘414 | ↗418 | ↘407 | ↗442 |      |      |      |

## Состав сельского поселения
| № | Населённый пункт | Тип населённого пункта          | Население |
| - | ---------------- | ------------------------------- | --------- |
| 1 | Беликово         | село                            | ↗92       |
| 2 | Бордуково        | деревня, административный центр | ↘290      |
| 3 | Михалевичи       | деревня                         | ↘22       |
| 4 | Николаево        | деревня                         | ↘12       |
| 5 | Пищалово         | деревня                         | ↘6        |